# Флот, Хорст
Хорст Флот (нем. Horst Floth, 24 июля 1934, Карлсбад, Баден-Вюртемберг — 6 октября 2005, Фельдафинг, Бавария) — западногерманский бобслеист, пилот, выступавший за сборную ФРГ в конце 1960-х — начале 1970-х годов. Участник двух зимних Олимпийских игр, серебряный призёр Гренобля, обладатель серебряной медали Саппоро, чемпион мира и Европы.

## Биография
Хорст Флот родился 24 июля 1934 года в городе Карлсбад, земля Баден-Вюртемберг. С ранних лет полюбил спорт, позже увлёкся бобслеем и, пройдя отбор в национальную команду ФРГ, в качестве пилота начал выступать на крупнейших международных соревнованиях, при этом его разгоняющим практически на всю карьеру стал Пепи Бадер.
Показав неплохие результаты, они удостоились права защищать честь страны на Олимпийских играх 1968 года в Гренобле, где в составе четырёхместного экипажа заняли пятое место, а в двойках показали одинаковое время со сборной Италии, разделив первую позицию. Однако правила того времени ставили выше ту команду, которая показала лучшее время в одной из попыток, поэтому золото досталось экипажу итальянского пилота Эудженио Монти, а Флоту и Бадеру пришлось довольствоваться серебром.
За последующий период спортсмен пять раз становился призёром европейских первенств, в том числе один раз финишировал первым. Взял золотую медаль на чемпионате мира по бобслею 1970 года в Санкт-Морице (Швейцария). На Олимпийских играх 1972 года в Саппоро их команда выступила точно так же, как в прошлый раз, заняв пятое место среди четвёрок и второе среди двоек. Ввиду высокой конкуренции в команде, в середине 1970-х годов Хорст Флот принял решение завершить карьеру профессионального спортсмена, уступив место молодым западногерманским бобслеистам. Умер от рака 6 октября 2005 года в коммуне Фельдафинг.